# Gerard Cofta
Gerard Cofta (ur. w 1933 w Poznaniu) – polski fizyk i działacz społeczny.

## Życiorys
Pochodzi z przybyłej do Poznania na początku XX wieku rodziny o tradycjach patriotycznych, której członkowie byli zaangażowani w pracę organiczną (należeli do niej między innymi Włodzimierz Cofta oraz Aleksandra Cofta-Broniewska). Jego ojciec był właścicielem piekarni i cukierni na poznańskiej Śródce.
Z wykształcenia fizyk. Jako nauczyciel pracował w Technikum Samochodowym w Poznaniu, VI Liceum Ogólnokształcącym im. Ignacego Jana Paderewskiego w Poznaniu oraz XII Liceum Ogólnokształcącym im. Marii Skłodowskiej-Curie w Poznaniu. Był także wykładowcą akademickim.
Od samego urodzenia zamieszkuje pokój w kamienicy przy Rynku Śródeckim. Zaangażowany w działalność społeczną na rzecz Śródki jako wieloletni radny Rady Osiedla Ostrów Tumski–Śródka–Zawady-Komandoria w Poznaniu. Określany mianem mera Śródki. Jego działania doprowadziły do odbudowania mostu Jordana oraz uświadomienia sobie przez mieszkańców konieczności budowy Bramy Poznania ICHOT jako muzeum przypominającego rolę miasta w dziejach Polski. Inicjator wydarzeń kulturalnych oraz wydawniczych, na czele z wydawanym od 1999 periodykiem Wokół Śródki. Pomysłodawca cyklu koncertów w kościele św. Małgorzaty w Poznaniu.
W 2016 otrzymał od Rady Miasta Poznania odznaczenie „Zasłużony dla Miasta Poznania” w uznaniu „zasług dla rozwoju samorządności lokalnej ze szczególnym uwzględnieniem działań na rzecz poznańskiej Śródki”. Tego samego roku otrzymał także nagrodę imienia Edwarda hr. Raczyńskiego od Zgromadzenia Fundatorów Fundacji Rozwoju Miasta Poznania.